# Kholumolumo
Kholumolumo foi um dinossauro do período Triássico. Ele vivia na região que hoje é conhecida como Lesoto. Sua espécie-tipo é denominada Kholumolumo ellenbergerorum.